# Impianti di risalita di Genova
I sistemi ettometrici di Genova sono un sistema di dodici ascensori utilizzati per il collegamento delle zone collinari cittadine. A questi si affiancano due funicolari (Zecca-Righi, Sant'Anna) e la ferrovia a cremagliera di Granarolo.
Tutti gli impianti sono gestiti dall'Azienda Mobilità e Trasporti. Vengono definiti dal gestore come impianti speciali.
Dal 15 gennaio 2024 gli ascensori, le funivie e funicolari sono gratuite solo per i residenti nella città metropolitana di Genova che possano dimostrare tramite documento di identità. 

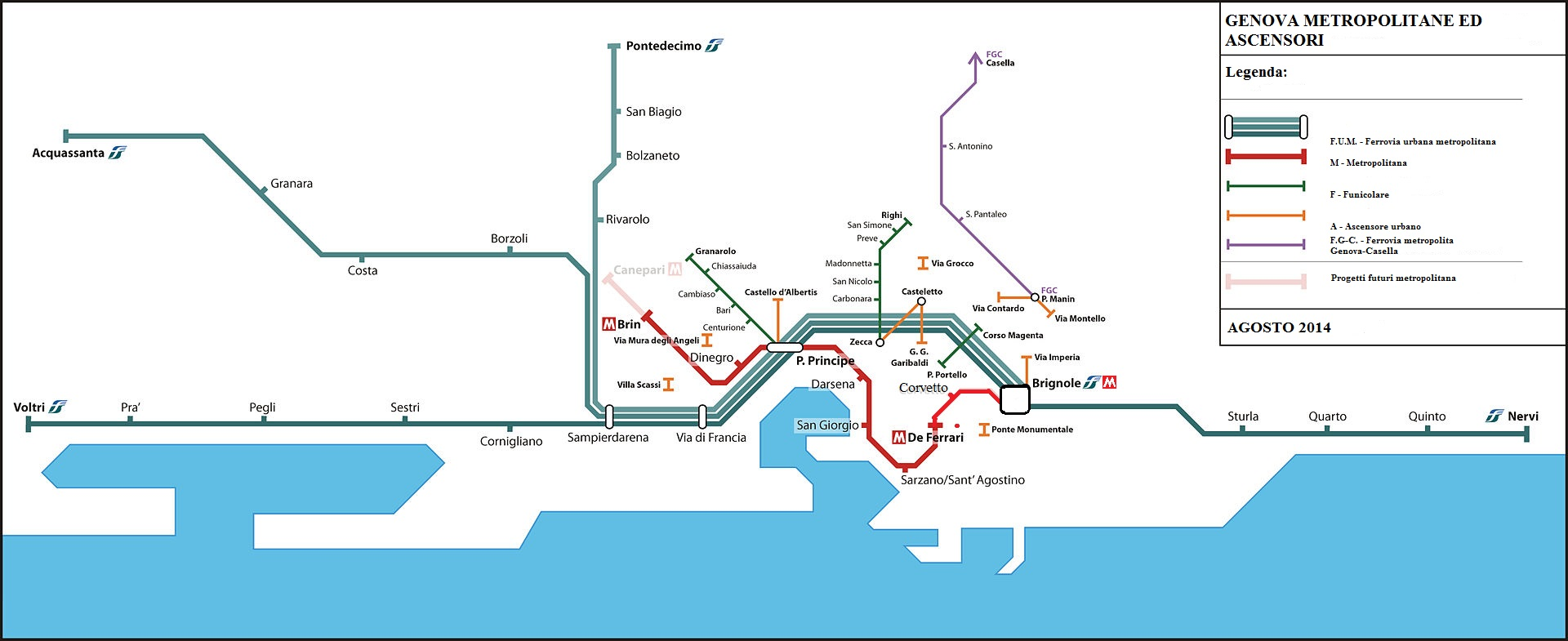
Sistema integrato delle linee metropolitane e ferroviarie della città di Genova

## Ascensori
Gli ascensori pubblici di Genova sono dodici impianti gestiti da AMT Genova utilizzati per il collegamento delle zone collinari cittadine. Dieci degli impianti oggi in uso sono entrati in servizio tra gli inizi degli anni dieci e la fine degli anni settanta nelle zone che all'epoca erano soggette ad espansione urbanistica; un undicesimo impianto, tra via Centurione e via Bari, è entrato in servizio alla fine del 2010, mentre nel 2015 è entrato in servizio l'ultimo impianto, l'ascensore di Quezzi.
Quasi tutti costruiti da privati, tali impianti divennero con il tempo di proprietà pubblica in modo simile a quanto accaduto per le aziende di trasporto che gestivano linea automobilistiche o tranviarie. Vengono solitamente indicati da AMT come impianti speciali.
Dal 15 gennaio 2024 gli ascensori, le funivie e funicolari sono gratuite solo per i residenti nella città metropolitana di Genova che possano dimostrare tramite documento di identità. 

### Ascensore di Castelletto Levante
ci andrò con l'ascensore di Castelletto»
(Giorgio Caproni, L'ascensore)

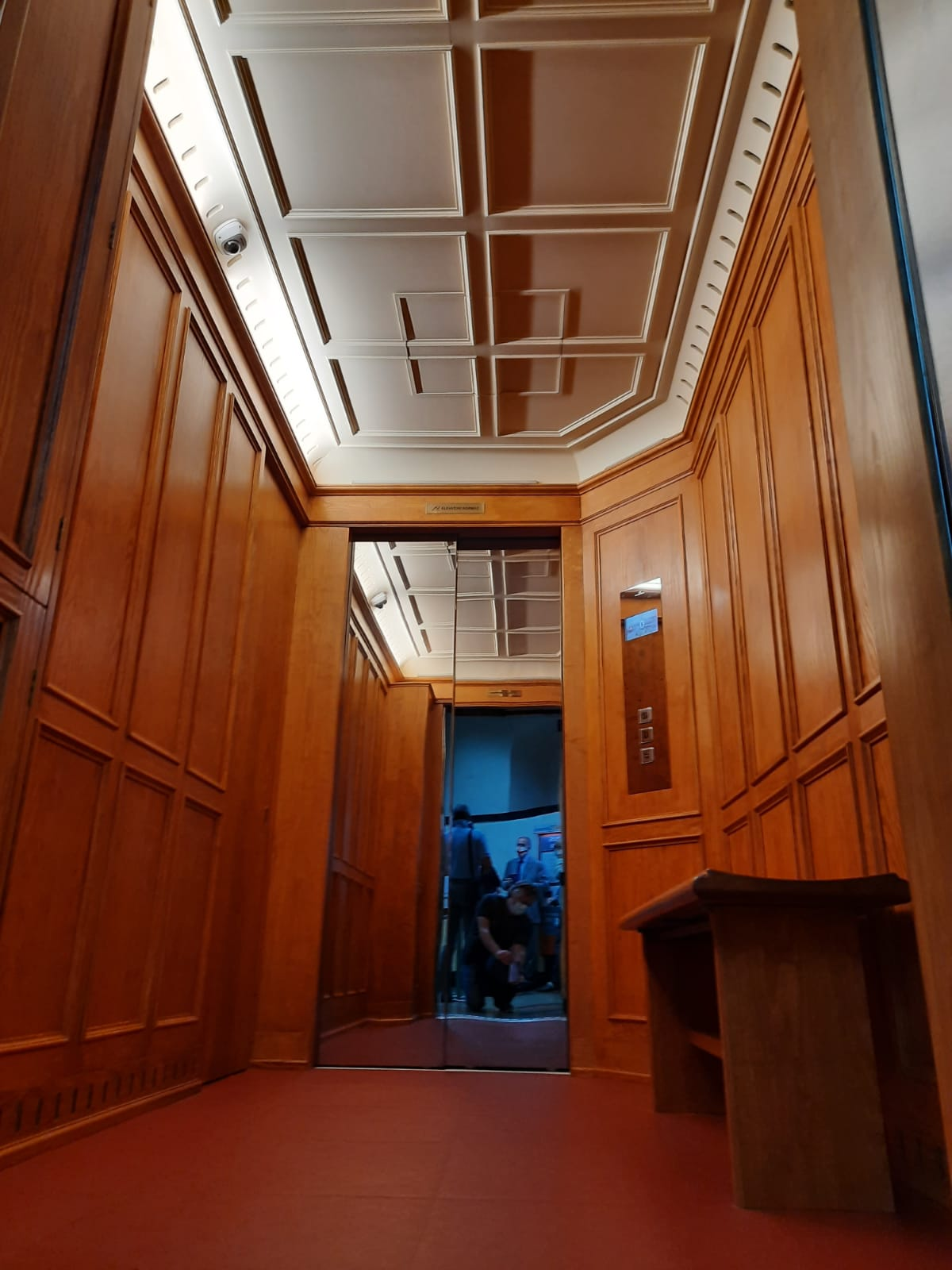
L'interno della nuova cabina a seguito del rifacimento del 2020

Solitamente indicato solo come Ascensore di Castelletto, è il più famoso degli ascensori genovesi per la sua valenza turistica; collega piazza del Portello, nel centro di Genova, con il belvedere Luigi Montaldo in Spianata Castelletto, uno dei più famosi punti panoramici della città. Costruito nel 1910 su progetto dell'Ing. Carlo Bagnasco , è uno dei primi impianti di questo genere ad essere entrato in funzione a Genova. Copre un dislivello di 57 metri e ha due cabine, con una portata di 25 persone. L'ingresso a valle è all'interno di un palazzo, ed è costituito da un lungo tunnel finemente decorato. La stazione a monte è costruita completamente all'esterno in stile liberty con un tratto visibile e vetrate che consentono di godere del panorama della città. Il poeta Giorgio Caproni gli dedicò alcuni versi, riprodotti anche su una targa affissa nella galleria d'ingresso, nella poesia l'Ascensore.
Negli anni sessanta, le vetrature visibili del tratto a monte vennero chiuse e murate, perché considerate poco sicure.
All'inizio del 2020, in occasione della revisione trentennale, oltre alla sostituzione degli organi elettrici e meccanici il Comune ha attuato la valorizzazione storica dell'impianto: l'ascensore è stato integralmente sostituito e le cabine sono state ricostruite secondo i disegni originali dei primi del '900, in stile liberty rivestite in legno di pino. Il nuovo ascensore, inaugurato nel luglio 2020, è stato progettato ed installato dall'azienda genovese "Elevatori Normac" in collaborazione con AMT.

### Ascensore di Castelletto Ponente

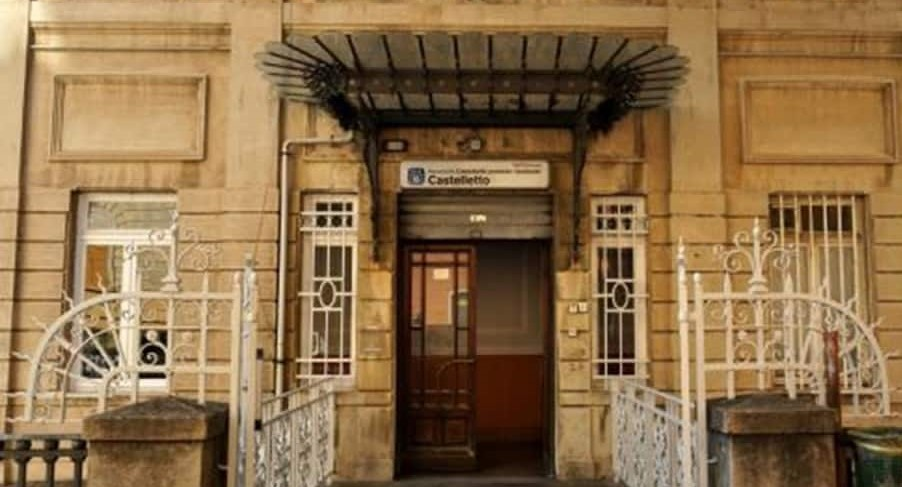
Stazione a monte dell'Ascensore Castelletto Ponente

Costruito nel 1929 nelle immediate vicinanze del precedente, non ha mai ottenuto particolare favore nell'utenza a causa della poco felice collocazione della stazione a valle raggiungibile solo attraverso la galleria stradale Giuseppe Garibaldi, tra piazza del Portello e largo Zecca. Al lato opposto della galleria si trova un'altra galleria pedonale, raggiungibile tramite un attraversamento regolato da semaforo, che porta in piazza della Meridiana nelle immediate vicinanze di via Garibaldi. La stazione a monte si trova in via Gaetano Colombo. Nel 2018, in occasione della revisione trentennale, il tunnel di accesso è stato integralmente restrutturato, ed è stato installato un nuovo impianto di ventilazione (essendo la stazione a valle praticamente sotterranea). Nell'estate del 2019, l'ascensore è stato riaperto al pubblico: una cabina è stata dismessa, mentre l'altra è stata mantenuta e totalmente ammodernata dall'azienda genovese "Elevatori Normac" in collaborazione con AMT, che l'ha riportata agli arredi originali, diminuendone però la capienza per ragioni di sicurezza. Il dislivello di questo ascensore è di 61 metri.

### Ascensore Castello d'Albertis-Montegalletto
L'Ascensore Castello d'Albertis-Montegalletto, con i suoi 72 metri di dislivello, collega via Balbi a corso Dogali; costruito nel 1929, è stato trasformato nel 2004 in impianto traslatore-sollevatore.

### Ascensore Magenta-Crocco
Rappresenta la naturale prosecuzione della funicolare Sant'Anna collegando corso Magenta, nei pressi della stazione a monte della funicolare, con via Antonio Crocco nella parte superiore del quartiere di Castelletto. Tra la stazione a valle, che ha un'uscita anche su via Acquarone, e quella a monte si ha un dislivello di 49 metri che viene superato in 40 secondi da due cabine con una capienza di 30 persone ciascuna. Costruito nel 1933 per iniziativa privata, è stato acquistato dal Comune di Genova al momento del suo completamento e, dopo alcuni cambi di gestione, è stato rilevato da AMT Genova nel 1966. Il 23 aprile 2020 l'ascensore è stato chiuso per lavori di revisione trentennale, che comprendono anche l'ammodernamento di tutte le strutture dell'impianto.

### Ascensore piazza Manin - via Contardo
Collega corso Armellini, nei pressi di piazza Manin e via Assarotti e nel punto più orientale della circonvallazione a monte, a via Contardo. È stato costruito nel 1941 e copre un dislivello di 32 metri.

### Ascensore via Imperia
È stato l'unico ascensore ad avere in origine una fermata intermedia. Collegava il tunnel di Borgo Incrociati, e il sottopasso ferroviario pedonale della stazione ferroviaria di Genova Brignole, con corso Montegrappa e via Imperia superando un dislivello di 34 metri. Aveva due cabine della capienza di 10 e 12 persone. Aperto nel 1954, dal 2008 il servizio fu limitato tra le fermate di corso Montegrappa e via Imperia essendo stato murato l'ingresso per il tunnel di Borgo Incrociati in concomitanza con l'avvio dei cantieri per il prolungamento della metropolitana; due ascensori della nuova stazione Brignole della metropolitana consentirono di superare il dislivello tra passo Borgo Incrociati e corso Montegrappa.
Attualmente risulta fermo e in stato di abbandono dopo l'alluvione del 2014

### Ascensore Ponte Monumentale
È l'ascensore del Ponte Monumentale, collega via XX Settembre a corso Podestà superando un dislivello di 23 metri, il minore tra quelli degli ascensori genovesi storici, record passato nel 2010 al nuovo ascensore di via Bari. Ha due cabine da 18 persone ed è stato costruito nel 1959; la vicinanza con l'ospedale Galliera e con il parco dell'Acquasola e la presenza di molti uffici in zona ne fanno uno dei più frequentati, soprattutto da utenti provenienti dalla stazione Brignole e dai posteggi per auto della zona di piazza della Vittoria. Durante i recenti lavori di revisione trentennale, durati quattro mesi, l'ascensore è stato completamente rinnovato nella sua parte tecnica ed ha ripreso servizio nel novembre 2021.

### Ascensore via Mura degli Angeli
Collega via Dino Col, tra Dinegro e Sampierdarena, con la soprastante via Mura degli Angeli con un percorso totalmente inserito in un condominio. La stazione a monte è situata sul tetto dell'edificio e collegata alla strada tramite una passerella. Ha cabine della capienza di 10 persone; è entrato in servizio nel 1963 e supera un dislivello di 46 metri.

### Ascensore via Montello
Inserito all'interno di un condominio, collega via Ponterotto, vicolo adiacente a via Canevari dove transitano le autolinee da e per la Val Bisagno, a via Montello nelle vicinanze di piazza Manin e corso Montegrappa. Aperto nel 1967, ha due cabine della capienza di 10 persone, il dislivello è di 43 metri.

### Ascensore Villa Scassi
Ultimo degli ascensori genovesi ad essere stato realizzato nel XX secolo, nel 1977, ed il primo gestito fin dall'inizio da AMT, collega via Cantore a corso Scassi, presso l'Ospedale Villa Scassi. La differenza di altezza fra le due stazioni è di 26 metri. Nell'impianto originario per raggiungere le due cabine, della capienza di 15 persone, era necessario percorrere un tunnel di circa 200 metri. Nel 2007, alla scadenza della sua vita tecnica, l'impianto venne chiuso per lavori di revisione trentennale. In quell'occasione, viste le condizioni di umidità del vecchio tunnel, che negli ultimi tempi era diventato un disagio per gli utenti, si pensò di realizzare un nuovo impianto traslatore-sollevatore, simile a quello di Montegalletto. Nel dicembre 2012 venne pubblicato il bando di gara per i lavorimentre l'impianto venne inaugurato nel dicembre 2016. La stazione a valle è in posizione arretrata rispetto alla precedente, mentre quella a monte è stata interamente ricostruita sull'altro lato della strada, più vicina all'ingresso dell'Ospedale. L'ascensore è a cabina singola ed è stato concepito con una nuova tecnologia:  è costituito da un tratto orizzontale e uno obliquo, con un percorso iperbolico senza discontinuità tra il tratto orizzontale e quello verticale, caratteristica che lo rende unico nel suo genere. 
Tuttavia, dopo poco tempo l'ascensore venne subito fermato a causa di un guasto. Data la sua particolare conformazione, le riparazioni e la messa a punto durarono più del previsto. Nei 4 anni successivi l'impianto ha avuto un vita operativa molto travagliata, durante il quale si sono alternati brevi periodi di aperturae lunghi periodi di chiusura per malfunzionamento; il suo percorso è stato quasi sempre coperto dal bus sostitutivo HS. Oltre a ciò, un contenzioso tra le due aziende costruttrici ne ha ritardato ulteriormente il ripristino. Nel 2020, dopo le ripetute proteste dei cittadini, il Comune affida alla ditta Maspero Elevatori le riparazioni e il collaudo definitivi. A causa del periodo pandemico del virus SARS-CoV-2, tutto viene rimandato di 6 mesi. Nel dicembre 2020, dopo aver eseguito diversi lavori alla parte elettrica e meccanica, l'ascensore effettua una fase di pre-esercizio. Nel gennaio 2021 il Comune chiede il verbale di via libera dell'USTIF per poter riaprire l'impianto. Il 14 aprile 2021 l'ascensore è tornato operativo, ma dopo dieci giorni il servizio è stato nuovamente interrotto. Attualmente l'ascensore non è in esercizio.

### Ascensore via Bari
Entrato in servizio il 29 dicembre 2010, è il primo ascensore pubblico inaugurato a Genova dopo oltre trent'anni; situato nel quartiere del Lagaccio, collega via Centurione e l'omonima fermata della cremagliera Principe-Granarolo alla soprastante via Bari superando un dislivello di 12 metri. Recentemente è stato sottoposto ad una revisione completa.

### Ascensore inclinato di Quezzi
L'ascensore di Quezzi collega via Piero Pinetti a via Susanna Fontanarossa, con una fermata intermedia in via Portazza, nel quartiere di Quezzi. Presentato alla stampa il 21 gennaio 2015 ed entrato in servizio venerdì 8 maggio 2015, è il primo ascensore inclinato tra gli impianti pubblici genovesi ed è il primo ascensore inclinato a pendenza variabile ad entrare in servizio pubblico in Italia. Il percorso è di circa 131 metri, i 27 a valle sono in galleria, i 23 centrali in trincea e gli 81 a monte sopraelevati. Il primo tratto di 27,14 metri ha un'inclinazione di 44,13°, un raccordo di 48,17 metri porta all'inclinazione ai 30,33° di pendenza dell'ultimo tratto di 55,22 metri.
Il dislivello superato è di 75,85 metri, il maggiore tra gli ascensori pubblici genovesi.

### Tabella riepilogativa
| Impianto                          | Anno apertura | Dislivello (m) |
| --------------------------------- | ------------- | -------------- |
| Castelletto Levante               | 1909          | 57             |
| Castelletto Ponente               | 1910          | 61             |
| Castello d'Albertis-Montegalletto | 1929          | 72             |
| Ponte Monumentale                 | 1959          | 23             |
| Piazza Manin-Via Contardo         | 1941          | 32             |
| Via Magenta-Crocco                | 1933          | 49             |
| Via Montello                      | 1967          | 43             |
| Via Mura degli Angeli             | 1963          | 46             |
| Villa Scassi                      | 1977          | 26             |
| Via Imperia                       | 1954          | 34             |
| Via Bari                          | 2010          | 12             |
| Quezzi                            | 2015          | 75,85          |

## Funicolari

### Funicolare Zecca-Righi
La funicolare Zecca-Righi collega largo Zecca alle alture del Righi. La pendenza media è del 19,91% mentre la pendenza massima è del 35%. Compresi i due capilinea, le stazioni sono sette.

### Funicolare Sant'Anna
La funicolare Sant'Anna collega piazza del Portello a via Bertani. È stata aperta nel 1891. La pendenza media è del 15,33% mentre la pendenza massima è del 17%. Non sono presenti fermate intermedie.

## Ferrovia Principe-Granarolo
Il sistema degli ascensori e delle funicolari di Genova è integrato dalla ferrovia Principe-Granarolo, che collega via del Lagaccio, nei pressi della stazione di Genova Principe, alle alture di Granarolo. È stata aperta nel 1901. La pendenza media è del 16% mentre la pendenza massima è del 21,4%. È lunga 1136 metri.

## Impianti di risalita del passato
Nel corso del XX secolo a Genova e dintorni furono costruiti ascensori ed altri impianti di risalita ormai dismessi o scomparsi. Tra questi si ricordano:
-La funicolare della Bassa Valbisagno, al servizio dei quartiere collinare di Quezzi;
-La funivia che collegava Carignano con Piazza di Francia (ora Piazza della Vittoria) aperta in occasione dell'Esposizione Internazionale del 1914.
-L'avveniristica monorotaia Telfer, realizzata sul mare per la stessa Esposizione.
-L'Autoguidovia della Guardia; sita in alta ValPolcevera, collegava il comune di San Quirico al Santuario della Guardia.

## Progetti di nuovi impianti
Nel Piano Urbano della Mobilità 2010-2014 del Comune di Genova erano stati inseriti i seguenti impianti:
- Principe - Oregina
- Funicolare Brignole - Manin
- Di Negro - via Bologna
- Ascensore Piazza della Vittoria - Ospedale Galliera

Gli impianti non sono stati poi realizzati e non compaiono più nei piani successivi.
Il piano approvato nel 2019 prevedeva la realizzazione di una monorotaia per collegare il parco scientifico tecnologico degli Erzelli con la futura stazione ferroviaria e l'Aeroporto. Dopo aver subito molte modifiche progettuali, l'impianto venne presentato al Ministero nel gennaio 2021 con un percorso allungato e 4 stazioni. Nel 2022 il Comune ha presentato un progetto completamente diverso, spezzando in due tronconi la tratta. Ora sono quindi previsti due impianti separati tra loro: sul tronco Aeroporto-stazione FS viaggerà a spola un people-mover a vettura singola, mentre sul tronco stazione FS-Erzelli verrà costruita una funicolare simile per caratteristiche alla Zecca-Righi, il cui percorso sarà in maggior parte sotterraneo per ridurre l'impatto visivo. Il costo totale per la realizzazione si aggira intorno agli 11 milioni di euro.
Nel 2019 è stata ipotizzata una cabinovia per collegare il Porto Antico al Forte di Begato, passando per il quartiere del Lagaccio. Tale progetto preliminare è stato illustrato nel 2021: la cabinovia comprende tre stazioni (Marittima, Lagaccio, Forte Begato) e copre un tracciato di 2,5 Km con un dislivello di 450 m. Se venisse realizzata, sarebbe la prima cabinovia di questo genere ad essere costruita nel comune di Genova. Nell'autunno 2021, il Comune di Genova lancia il bando di gara per la progettazione esecutiva e la costruzione dell'impianto. In seguito il progetto è stato rivisto e convertito in una più economica funivia suddivisa in due tronconi.L'impianto sta tuttavia raccogliendo molte critiche da parte degli abitanti dei quartieri interessati, per il forte impatto dell'opera.
In passato è stata anche prospettata la messa in funzione di altri impianti, come quelli al servizio del quartiere del Biscione e dell'ospedale di Voltri.
Nel maggio 2021 viene presentato un vecchio progetto risalente agli anni '90 che prevede una funicolare sotterranea per collegare la Fiera di Genova a via XX settembre, con fermata intermedia presso l'ospedale Galliera.